# Лінчевський Данило Львович
Данило Львович Лінчевський (нар. 17 травня 1990, Гатчина, Ленінградська область, РРФСР, СРСР) — російський шахіст, гросмейстер.

## Біографія
Народився у Гатчині в 1990 році. Навчився грати у шахи у п'ять років. Першим наставником Данила був друг його батька Юрій Олексійович Ческідов. Пізніше займався під керівництвом Іонова Сергія Дмитровича.
Розділив 3-7-е місця у першості Європи 2006 року серед юнаків до 16 років у Херцег-Новий. У тому ж році був третім на IV міжнародному турнірі «Юні зірки світу» (Кіріші). Виграв першість Росії у групі до 18 років (2007). Зайняв друге місце у складі команди Ленінградської області на II літній Спартакіаді молоді Росії (Нова Ладога, 2010).
У 2008 році переміг у чемпіонаті ПЗФО. У клубних змаганнях виступав за «Грифон» (Санкт-Петербург).
Станом на 01.11.2010 посідає перший рядок у рейтинг-листі шахістів Ленінградської області.